# قاراپو
قاراپو (به پرتغالی: Caarapó) یک منطقهٔ مسکونی در برزیل است که در ماتوگروسو جنوبی واقع شده‌است. قاراپو ۲٬۰۹۰ کیلومتر مربع مساحت و ۳۰٬۵۹۳ نفر جمعیت دارد.